# Lemonade
Lemonade – szósty album studyjny amerykańskiej piosenkarki Beyoncé. Wydawnictwo ukazało się 23 kwietnia 2016 roku nakładem wytwórni muzycznej Parkwood Entertainment i rozprowadzany przez Columbia Records. W dniu premiery ukazał się również 60-minutowy film, zatytułowany „Lemonade”, w którym zostały ujęte teledyski do wszystkich piosenek. 
Koncepcja płyty odnosi się do „wewnętrznej podróży kobiety celem samopoznania i samouzdrowienia”. Album obejmuje wiele gatunków, w tym: pop, R&B, blues, rock, hip-hop, soul, funk, country, gospel oraz trap. Na krążku znajdują się duety z takimi artystami jak: James Blake, Kendrick Lamar, The Weeknd oraz Jack White. Promocja albumu rozpoczęła się w lutym 2016 roku, wraz z premierą pierwszego promującego singla – „Formation”. Album zadebiutował na szczycie amerykańskiej listy przebojów Billboard 200, natomiast w podsumowaniach końcoworocznych został okrzyknięty najlepiej sprzedającym się krążkiem w 2016 globalnie. 
Płyta zdobyła uznanie krytyków i została zawarta na pierwszym miejscu list najlepszych albumów w 2016 roku m.in. według magazynów: Billboard, Consequence of Sound, The Guardian, The New York Times oraz Rolling Stone. Beyoncé otrzymała dziewięć nominacji do nagrody Grammy za pracę nad płytą, a samo wydawnictwo otrzymało nominację w kategorii Album roku oraz statuetkę za najlepszy album Urban Contemporary. Dodatkowo otrzymał nagrodę Peabody Award, a film „Lemonade” otrzymał cztery nominacje do nagrody Emmy. W 2020 krążek został umiejscowiony na 32. miejscu w zestawieniu 500 albumów wszech czasów magazynu Rolling Stone, a w 2024 znalazł się na 10. miejscu listy 100 najlepszych albumów według Apple Music.

## Charakterystyka i nagrywanie
Głównymi wątkami albumu są problemy Beyoncé w relacji ze swoim mężem Jay-Z oraz wykluczenie rasowe. Utworu zawarte na krążku (nie licząc „Formation”) mają odpowiadać jedenastu rozdziałom, na które podzielony był film promujący album o tym samym tytule. W ocenie Miriam Bale z tygodnika Billboard album stanowi kronikę relacji między czarnoskórymi kobietami a amerykańskim społeczeństwem. Przejawia się to w utworze „Don't Hurt Yourself”, który zawiera cytat Malcolma X, jak i utworach „Freedom” i „Formation”. Nekesa Moody i Mohamad Soliman z gazety The Washington Post zinterpretowali tematykę albumu jako połączenie aspektów osobistych i manifestu politycznego.  
Greg Tate w recenzji albumu dla magazynu Spin przyrównuje Beyoncé do Michaela Jacksona i Prince'a, doceniając jej kunszt wokalny oraz pracowitość. Podobne zdanie wyraził Carl Wilson, opisując Lemonade jako „spektakl dorównujący Thrillerowi”. W pięciogwiazdkowej recenzji dla magazynu Rolling Stone Rob Sheffield przyrównał album do Spirit in the Dark Arethy Franklin i Silk and Soul Niny Simone, zwracając uwagę na podobną tematykę dzieł, łączących prywatny ból z traumą amerykańskiej społeczności czarnoskórych.   
Głównymi nurtami gatunkowymi albumu są: R&B, rock, soul, hip hop, pop i blues. Britt Julious w recenzji dla magazynu Consequence of Sound napisała, że gatunki zawarte na albumie obejmują „od gospel, przez rock, przez R&B, aż po trap”. Lemonade nagrywano między czerwcem 2014 a lipcem 2015 w 11 studiach na terenie Stanów Zjednoczonych. Nagrywanie albumu odbywało się również w Paryżu, gdzie w tym samym czasie Jay-Z pracował nad swoim krążkiem 4:44. Producentami albumu są: Beyoncé Knowles, Mike Dean, Jaycen Joshua, Greg Koller, Tony Maserati, Lester Mendoza, Vance Powell, Joshua V. Smith & Stuart White (engineers/mixers) oraz Dave Kutch (mastering engineer).

## Promocja i wydanie

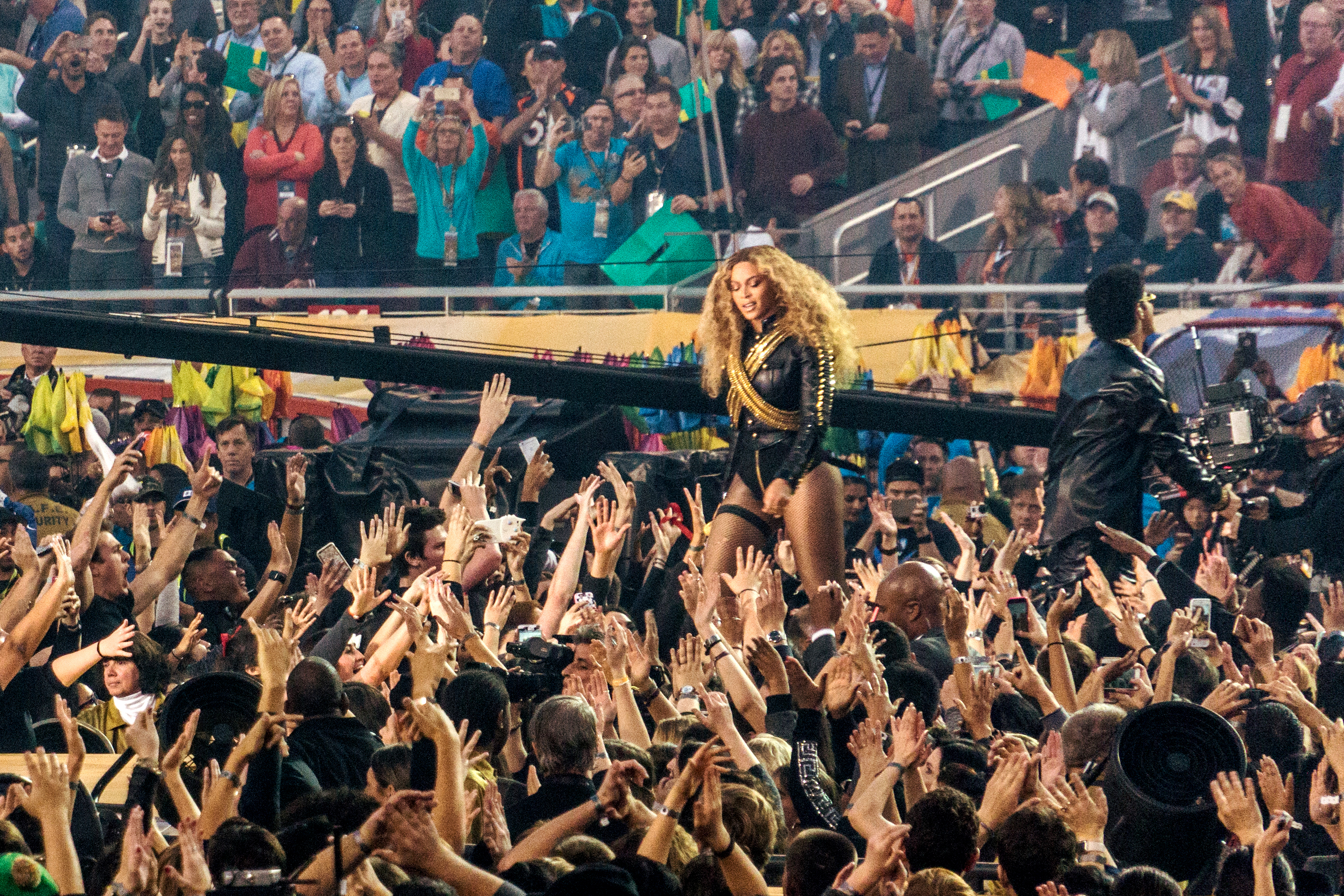
Beyoncé w trakcie 50. Super Bowl Half-time Show, na którym wykonała premierowo utwór „Formation”

6 lutego 2016 bez wcześniejszej zapowiedzi Beyoncé wydała na platformie Tidal utwór „Formation”, będący pierwszym singlem promocyjnym albumu Lemonade. Piosenka została wykonana dzień później premierowo w trakcie 50. Super Bowl Half-time Show. Po zakończeniu występu wyemitowano reklamę zapowiadającą światową trasę koncertową The Formation, której sprzedaż rozpoczęła się 9 lutego 2016. Album wydany został 23 kwietnia 2016 wydawnictwem Parkwood Entertainment i Columbia Records. Krążek został udostępniony jedynie w serwisie Tidal; jednak w trzecią rocznicę jego premiery 23 kwietnia 2019 został ostatecznie wydany na wszystkich innych platformach streamingowych. 3 maja 2016 przesłano do radia utwór „Sorry” jako drugi singiel promujący album. 12 maja tego samego roku singlem stała się piosenka „Hold Up”, a 9 września utwór „Freedom”. Ostatnim singlem została piosenka „All Night”. 
Trasa The Formation World Tour rozpoczęła się 27 kwietnia 2016 i zawierała w sobie 49 koncertów na terenie Ameryki Północnej i Europy. 27 czerwca Beyoncé wykonała utwór „Freedom” z Kendrickiem Lamarem, jako otwarcie gali BET Awards 2016. 28 sierpnia na gali MTV Video Music Awards 2016 Beyoncé wykonała szesnastominutową składankę utworów „Pray You Catch Me”, „Hold Up”, „Sorry”, „Don't Hurt Yourself” i „Formation”. W październiku 2016 Knowles wykonała utwory „6 Inch” oraz „All Night” w trakcie koncertu TIDAL X. 2 listopada 2016 piosenkarka wystąpiła na gali Country Music Association Awards, wykonując wraz z zespołem Dixie Chicks piosenkę „Daddy Lessons”. 12 lutego 2017 Beyoncé w trakcie występu podczas 59. ceremonii wręczenia nagród Grammy wykonała utwory „Love Drought” oraz „Sandcastles”. 

## Lemonade (film)
23 kwietnia 2016 wydany został za pośrednictwem platformy HBO film Lemonade, będący wizualizacją krążka o tym samym tytule. Produkcja w reżyserii Kahlil Joseph i Beyoncé Knowles-Carter podzielona jest na jedenaście rozdziałów, które odpowiadają utworom z albumu. Film zawiera w sobie części zatytułowane: „Intuicja” („Pray You Catch Me”), „Zaprzeczenie” („Hold Up”), „Gniew” („Don’t Hurt Yourself”), „Apatia” („Sorry”), „Pustka” („6 Inch”), „Odpowiedzialność” („Daddy Lessons”), „Reformacja” („Love Drought”), „Przebaczenie” („Sandcastles”), „Zmartwychwstanie” („Forward”), „Nadzieja” („Freedom”) oraz „Odkupienie” („All Night”). W teledyskach udział wzięli m.in.: Amandla Stenberg, Chloe x Halle, Tina Knowles, Quvenzhané Wallis, Zendaya oraz Serena Williams. W produkcji pojawiły się również Sybrina Fulton (Trayvon Martin), Lesley McFadden (Michael Brown) i Gwen Carr (Eric Garner); matki zamordowanych przez policję czarnoskórych nastolatków. 
Film otrzymał cztery nominację do nagrody Emmy. Dodatkowo nominowany był do nagrody Grammy oraz otrzymał nagrodę Black Reel Television Awards za najlepszy film dokumentalny.

## Odbiór

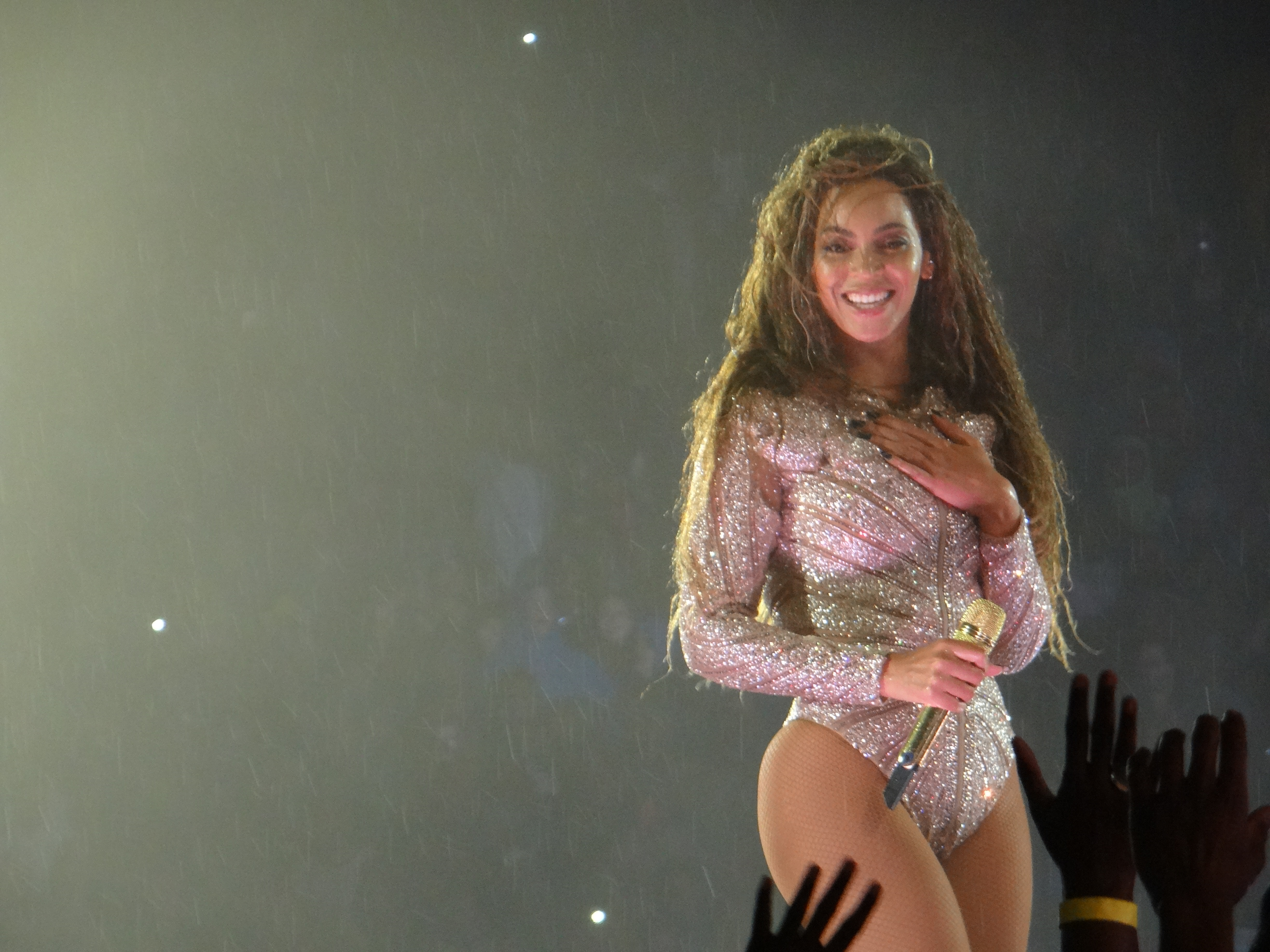
Beyoncé w trakcie The Formation World Tour

### Recenzje krytyków
Lemonade został powszechnie uznany przez krytyków muzycznych. Album uzyskał następujące średnie oceny w serwisach agregujących recenzje albumów muzycznych – 90 punktów na 100 w Album of the Year oraz 92 na 100 w Metacritic. Jonathan Bernstein w recenzji dla The Telegraph stwierdził, że krążek jest najlepszym dziełem piosenkarki z jej dotychczasowej dyskografii. 
Ray Rahman z Entertainment Weekly pochwalił różnorodność albumu, pisząc „[Beyoncé] potrafi grać rock, blues, country, awangardę, cokolwiek. Lemonade to najbardziej różnorodny album Bey w dotychczasowej historii”. Alexis Petridis w recenzji dla tygodnika The Guardian pochwalił muzyczny aspekt albumu i podkreślił uporządkowanie krążka. Sal Cinquemani z magazynu Slant Magazine napisał, że album „jest jej jak dotąd najbardziej spójnym tekstowo i tematycznie wydawnictwem”. Maura Johnston z tygodnika Time napisała, że zawarte utwory na albumie są „świeże, ale od razu znajome” i mają „przesadne, ale intymne brzmienie”. Evan Sawdey z PopMatters zauważył, że niewiele albumów można kiedykolwiek uznać za „tak odważne, złożone i zdecydowane jak Lemonade”. 

### Wyróżnienia
| Magazyn              | Lista                                      | Pozycja      | Przypis |
| -------------------- | ------------------------------------------ | ------------ | ------- |
| Apple Music          | 100 najlepszych albumów wszech czasów      | 10. miejsce  | [ 59 ]  |
| Associated Press     | 10 najlepszych albumów 2016 roku           | 1. miejsce   | [ 60 ]  |
| Associated Press     | 15 najlepszych albumów dekady (2010–2019)  | 1. miejsce   | [ 61 ]  |
| Billboard            | 50 najlepszych albumów 2016 roku           | 1. miejsce   | [ 62 ]  |
| Billboard            | 100 najlepszych albumów dekady (2010–2019) | 2. miejsce   | [ 63 ]  |
| Complex              | 50 najlepszych albumów 2016 roku           | 1. miejsce   | [ 64 ]  |
| Consequence of Sound | 50 najlepszych albumów 2016 roku           | 1. miejsce   | [ 65 ]  |
| Consequence of Sound | 100 najlepszych albumów dekady (2010–2019) | 1. miejsce   | [ 66 ]  |
| Entertainment Weekly | 50 najlepszych albumów 2016 roku           | 1. miejsce   | [ 67 ]  |
| Idolator             | 10 najlepszych albumów 2016 roku           | 1. miejsce   | [ 68 ]  |
| Los Angeles Times    | 10 najlepszych albumów 2016 roku           | Uwzględnione | [ 69 ]  |
| NME                  | 50 najlepszych albumów 2016 roku           | 11. miejsce  | [ 70 ]  |
| NME                  | 100 najlepszych albumów dekady (2010–2019) | 17. miejsce  | [ 71 ]  |
| NPR                  | 50 najlepszych albumów 2016 roku           | 2. miejsce   | [ 72 ]  |
| NPR                  | 150 najlepszych albumów kobiecych          | 6. miejsce   | [ 73 ]  |
| The Guardian         | 40 najlepszych albumów 2016 roku           | 1. miejsce   | [ 74 ]  |
| The Guardian         | 100 najlepszych albumów XXI wieku          | 25. miejsce  | [ 75 ]  |
| The Independent      | 20 najlepszych albumów 2016 roku           | 1. miejsce   | [ 76 ]  |
| The Independent      | 50 najlepszych albumów dekady (2010–2019)  | 5. miejsce   | [ 77 ]  |
| The New York Times   | Najlepsze albumy 2016 roku (Jon Pareles)   | 1. miejsce   | [ 78 ]  |
| Time                 | 10 najlepszych albumów dekady (2010–2019)  | Uwzględnione | [ 79 ]  |
| Rolling Stone        | 50 najlepszych albumów 2016 roku           | 1. miejsce   | [ 80 ]  |
| Rolling Stone        | 100 najlepszych albumów dekady (2010–2019) | 2. miejsce   | [ 81 ]  |
| Rolling Stone        | 500 najlepszych albumów wszech czasów      | 32. miejsce  | [ 82 ]  |
| USA Today            | 50 najlepszych albumów 2016 roku           | 2. miejsce   | [ 83 ]  |

### Nagrody i nominacje
| Rok  | Nagroda                      | Kategoria                        | Rezultat  | Przypis |
| ---- | ---------------------------- | -------------------------------- | --------- | ------- |
| 2016 | AMFT Awards                  | Album roku                       | Wygrana   | [ 84 ]  |
| 2016 | AMFT Awards                  | Najlepszy album Contemporary R&B | Wygrana   | [ 84 ]  |
| 2016 | AMFT Awards                  | Najlepszy film muzyczny          | Wygrana   | [ 84 ]  |
| 2016 | American Music Awards        | Ulubiony album soul/R&B          | Nominacja | [ 85 ]  |
| 2016 | Danish Music Awards          | Międzynarodowy album roku        | Nominacja | [ 86 ]  |
| 2016 | GAFFA Awards                 | Międzynarodowy album roku        | Wygrana   | [ 87 ]  |
| 2016 | IFPI Awards                  | Global Top Album of 2016         | Wygrana   | [ 88 ]  |
| 2016 | MTV Video Music Awards       | Breakthrough Long Form Video     | Wygrana   | [ 89 ]  |
| 2016 | MTV Video Music Awards Japan | Album roku                       | Wygrana   | [ 90 ]  |
| 2016 | Soul Train Music Awards      | Album roku                       | Wygrana   | [ 91 ]  |
| 2017 | BET Awards                   | Album roku                       | Wygrana   | [ 92 ]  |
| 2017 | Billboard Music Awards       | Top Billboard 200 Album          | Nominacja | [ 93 ]  |
| 2017 | Billboard Music Awards       | Top R&B Album                    | Wygrana   | [ 93 ]  |
| 2017 | Douban Abilu Music Awards    | Międzynarodowy album roku pop    | Wygrana   | [ 94 ]  |
| 2017 | Grammy Awards                | Album roku                       | Nominacja | [ 95 ]  |
| 2017 | Grammy Awards                | Najlepszy album Contemporary     | Wygrana   | [ 95 ]  |
| 2017 | NAACP Image Awards           | Wybitny album                    | Wygrana   | [ 96 ]  |
| 2017 | NME Awards                   | Najlepszy album                  | Nominacja | [ 97 ]  |
| 2017 | NME Awards                   | Muzyczny moment roku             | Nominacja | [ 97 ]  |
| 2017 | People's Choice Awards       | Ulubiony album                   | Nominacja | [ 98 ]  |
| 2017 | Peabody Award                | Rozrywka                         | Wygrana   | [ 99 ]  |
| 2019 | UB Honors                    | Album R&B dekady                 | Wygrana   | [ 100 ] |

## Wpływ

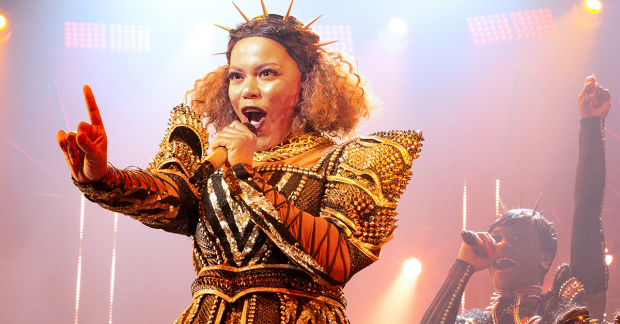
Jarneia Richard-Noel, grająca Katarzynę Aragońską w musicalu Six. Inspiracją w tworzeniu postaci był album Lemonade

Amerykański raper Snoop Dogg nazwał swój czternasty album studyjny Coolaid, inspirując się szóstym albumem studyjnym Beyoncé. Brytyjska grupa Little Mix wymieniła Lemonade jako inspirację dla swojego albumu Glory Days. Amerykański piosenkarz The-Dream napisał odpowiedź na Lemonade zatytułowaną „Lemon Lean” w swojej EP Love You to Death, mówiąc, że album zmienił sposób, w jaki ludzie myślą o swoich związkach. Trzynasty album studyjny Jaya-Z 4:44 jest odpowiedzią na Lemonade. Amerykański muzyk Stevie Wonder nazwał album „wielkim dziełem, wspaniałym dziełem sztuki”. Bono z zespołu U2 zaliczył utwór „Freedom” do swojego projektu „60 piosenek, które uratowały moje życie”, aby uczcić swoje 60. urodziny, pisząc: „W ciągu moich 60 lat serwowano mi wiele albumów, ale rzadko taki jak album Queen Bey Lemonade”. Adele w trakcie 59. ceremonii rozdania nagród Grammy zadedykowała swoją nagrodę w kategorii Album Roku Beyoncé i powiedziała: „Artystką mojego życia jest Beyoncé […] album Lemonade jest po prostu monumentalny”. Postać Katarzyny Aragońskiej w musicalu Six została zainspirowana „Beyoncé z ery lemoniady”.

## Lista utworów
Opracowano na podstawie materiału źródłowego.
| Lemonade – Disc 1 (audio) | Lemonade – Disc 1 (audio)                    | Lemonade – Disc 1 (audio) | Lemonade – Disc 1 (audio)                             | Lemonade – Disc 1 (audio) |
| Nr                        | Tytuł utworu                                 | Autorzy | Produkcja                                             | Długość                   |
| ------------------------- | -------------------------------------------- | --- | ----------------------------------------------------- | ------------------------- |
| 1.                        | „Pray You Catch Me”                          | Kevin Garrett, Beyoncé Knowles, James Blake | Garrett, Knowles                                      | 3:16                      |
| 2.                        | „Hold Up”                                    | Thomas Wesley Pentz, Ezra Koenig, Knowles, Emile Haynie, Joshua Tillman, Uzoechi Emenike, Sean „Melo-X” Rhoden, Doc Pomus, Mort Shuman, DeAndre Way, Antonio Randolph, Kelvin McConnell, Brian Chase, Karen Orzolek, Nick Zinner | Diplo, Knowles, Koenig                                | 3:41                      |
| 3.                        | „Don’t Hurt Yourself” (featuring Jack White) | Jack White, Knowles, Diana „Wynter” Gordon, James „Jimmy” Page, Robert Plant, John Paul Jones, John Bonham | White, Knowles, Derek Dixie                           | 3:54                      |
| 4.                        | „Sorry”                                      | D. Gordon, Rhoden, Knowles | Melo-X, Knowles, Gordon, Hit-Boy, Stuart White        | 3:53                      |
| 5.                        | „6 Inch” (featuring The Weeknd)              | Abel Tesfaye, Knowles, Danny Schofield, Benjamin „Ben Billions” Diehl, Terius Nash, Ahmad Balshe, Jordan Asher, David Portner, Noah Lennox, Brian Weitz, Burt Bacharach, Hal David                                               | Danny Boy Styles, Ben Billions, Knowles, Boots, Dixie | 4:20                      |
| 6.                        | „Daddy Lessons”                              | D. Gordon, Knowles, Kyle Cox, Kevin Cossom, Alex Delicata | Knowles, Dixie, Delicata                              | 4:48                      |
| 7.                        | „Love Drought”                               | Mike Dean, Ingrid Burley, Knowles | Dean, Knowles                                         | 3:57                      |
| 8.                        | „Sandcastles”                                | Vincent Berry II, Knowles, Malik Yusef, Midian Mathers | Knowles, Vincent Berry                                | 3:03                      |
| 9.                        | „Forward” (featuring James Blake)            | Blake, Knowles | Blake, Knowles                                        | 1:19                      |
| 10.                       | „Freedom” (featuring Kendrick Lamar)         | Jonathan Coffer, Knowles, Carla Marie Williams, Dean McIntosh, Kendrick Duckworth, Frank Tirado, Alan Lomax, John Lomax, Sr. | Coffer, Knowles, Just Blaze                           | 4:50                      |
| 11.                       | „All Night”                                  | Pentz, Knowles, Timothy Thomas, Theron Thomas, Ilsey Juber, Akil King, Aman Tekleab, Jaramye Daniels, Andre Benjamin, Patrick Brown, Antwan Patton, Ricky Anthony                                                                | Diplo, Knowles, Henry Allen                           | 5:22                      |
| 12.                       | „Formation”                                  | Khalif Brown, Jordan Frost, Ashton Hogan, Michael Len Williams II, Knowles | Mike WiLL Made-It, Knowles, Pluss                     | 3:26                      |
|                           |                                              | |                                                       | 45:49                     |

| Lemonade – Disc 2 (visual) | Lemonade – Disc 2 (visual) | Lemonade – Disc 2 (visual)                                                                           | Lemonade – Disc 2 (visual) |
| Nr                         | Tytuł utworu               | Reżyser(rzy)                                                                                         | Długość                    |
| -------------------------- | -------------------------- | --- | -------------------------- |
| 1.                         | „Lemonade”                 | Khalil Joseph, Knowles, Melina Matsoukas, Todd Tourso, Dikayl Rimmasch, Jonas Åkerlund, Mark Romanek |                            |

## Notowania i certyfikaty
| Lista (2016)                               | Najwyższa pozycja |
| ------------------------------------------ | ----------------- |
| Australia (ARIA)                           | 1                 |
| Austria (Ö3 Austria)                       | 9                 |
| Belgia (Ultratop Flandria)                 | 1                 |
| Belgia (Ultratop Walonia)                  | 9                 |
| Czechy (ČNS IFPI)                          | 1                 |
| Dania (Hitlisten)                          | 3                 |
| Finlandia (Suomen virallinen lista)        | 4                 |
| Francja (SNEP)                             | 7                 |
| Hiszpania (PROMUSICAE)                     | 2                 |
| Holandia (MegaCharts)                      | 1                 |
| Irlandia (IRMA)                            | 1                 |
| Kanada (Billboard Canadian Albums)         | 1                 |
| Niemcy (Media Control Charts)              | 3                 |
| Norwegia (VG-Lista)                        | 1                 |
| Nowa Zelandia (Recorded Music NZ)          | 1                 |
| Polska (OLiS)                              | 2                 |
| Portugalia (AFP)                           | 1                 |
| Stany Zjednoczone (Billboard 200)          | 1                 |
| Stany Zjednoczone (Top R&B/Hip-Hop Albums) | 1                 |
| Szkocja (OCC)                              | 1                 |
| Szwajcaria (Schweizer Hitparade)           | 2                 |
| Szwecja (Sverigetopplistan)                | 1                 |
| Węgry (MAHASZ)                             | 3                 |
| Wielka Brytania (OCC)                      | 1                 |
| Włochy (FIMI)                              | 5                 |

| Państwo                  | Status          |
| ------------------------ | --------------- |
| Australia (ARIA)         | platynowa płyta |
| Belgia (BEA)             | złota płyta     |
| Kanada (Music Canada)    | platynowa płyta |
| Nowa Zelandia (RMNZ)     | złota płyta     |
| Polska (ZPAV)            | platynowa płyta |
| Stany Zjednoczone (RIAA) | platynowa płyta |
| Wielka Brytania (BPI)    | platynowa płyta |

## Historia wydania
| Region           | Data             | Format           | Wytwórnia          | Źródło  |
| ---------------- | ---------------- | ---------------- | ------------------ | ------- |
| Ameryka Północna | 23 kwietnia 2016 | Streaming        | Parkwood           | [ 20 ]  |
| Ameryka Północna | 24 kwietnia 2016 | Digital download | Parkwood, Columbia | [ 141 ] |
| Świat            | 25 kwietnia 2016 | Digital download | Parkwood, Columbia | [ 142 ] |
| Świat            | 6 maja 2016      | CD, DVD          | Parkwood, Columbia | [ 143 ] |